# Флаг Сармановского района
Флаг муниципального образования «Сарма́новский муниципальный район» Республики Татарстан Российской Федерации — опознавательно-правовой знак, служащий официальным символом муниципального образования.
Ныне действующий флаг утверждён 21 июля 2006 года решением Совета Сармановского муниципального района № 74 и внесён в Государственный геральдический регистр Российской Федерации с присвоением регистрационного номера 2294.

## Описание
Описание первого флага, утверждённого 2 марта 2006 года решением Совета Сармановского муниципального района № 52, гласило:
«Флаг Сармановского района представляет собой прямоугольное зелёное полотнище с соотношением ширины к длине 2:3, с красным клином от древка до свободного края, несущим изображение жёлтого соловья; высота фигуры составляет 2/3 ширины полотнища».
21 июля 2006 года, решением Совета Сармановского муниципального района № 74, в соответствии с рекомендациями Геральдического совета при Президенте Российской Федерации, в рисунок флага были внесены изменения и утверждено новое описание флага:
«Флаг Сармановского муниципального района представляет собой прямоугольное красное полотнище с отношением ширины к длине 2:3, несущее изображение жёлтого соловья высотою в 2/3 ширины полотнища, расположенное со смещением к древку, а также два зелёных клина, примыкающие к свободному краю и длинным сторонам полотнища, длиною в 3/4 длины полотнища каждый».

## Обоснование символики
Флаг языком символов и аллегорий отражает культурные, природные и экономические особенности района.
Птицы всегда вызывали у людей особые чувства, благодаря способности взлетать над землей, им приписывались многочисленные и разнообразные свойства, прежде всего связанные с духовным развитием, творчеством. Птица как символ всегда воспринималась многогранно.
На флаге Сармановского района соловей является символом возвышенности, творчества. Поющий соловей показывает успехи местных жителей в области культуры и искусства.
Красный клин, вписанный в зелёное поле, указывает на стремление вперёд, путь к развитию и совершенству, которые достигаются благодаря трудолюбию, мужеству, оптимизму населения района.
Экономическое развитие района, его хозяйственный фундамент основывается на сельском хозяйстве, отражённом на флаге зелёным цветом — символом природы, здоровья, плодородия и жизненного роста.
Жёлтый цвет (золото) — символ богатства, стабильности, уважения и интеллекта.